# Bandera de Cúcuta
La bandera de Cúcuta es la bandera símbolo de la ciudad colombiana de Cúcuta, en el departamento de Norte de Santander. 

## Características
Tiene dos franjas horizontales equidistantes; una negra superior y la inferior de color rojo. Para eventos oficiales de la Alcaldía de Cúcuta, el escudo de Cúcuta es usado en el centro de la bandera.

## Historia
Esta bandera hizo su debut el 20 de diciembre de 1928 en la ciudad de Cali, en Colombia. Esto sucedió en el marco de la inauguración de los Primeros Juegos Olímpicos Nacionales. En esta oportunidad el abanderado fue Néstor Perozo, acompañado de otros futbolistas del Cúcuta Deportivo F.C.  Esta bandera causó una gran conmoción en su inauguración. Esto sucedió debido a que las personas creyeron que este estandarte fue portado como una forma de protesta.
Se pensó que el motivo era honrar la memoria de los trabajadores bananeros asesinados durante la Tragedia de la Ciénaga o Masacre de las Bananeras ocurrida unos días antes, el 6 de diciembre del año 1928. Esta tragedia fue un evento que sacudió a esta ciudad; se había asesinado a más de 100 trabajadores de las bananeras del río Magdalena. Pero la verdad es que los deportistas quisieron crear esta bandera con los colores rojo y negro para honrar al ciclista Ciro Cogollo, asesinado en Cúcuta el 2 de diciembre de 1928. Este deportista iba a viajar junto con la delegación para representar a su deporte en los juegos olímpicos, pero fue asesinado en su propia casa antes de que la delegación pudiera partir hacia Cali. Cuando los deportistas llegaron al evento se dieron cuenta de que los demás equipos tenían banderas representativas. Por esa razón decidieron reunir algo de dinero para comprar dos telas: una roja y una negra; ellos mismos elaboraron el estandarte.  Al realizarse la inauguración, las personas asumieron que era una forma de protesta en contra de la Masacre de las Bananeras y se creó así el mito de que ese fue el motivo de la creación de la bandera de Cúcuta. Esta percepción solo aumentó cuando los jugadores se rehusaron a responder el porqué de la elaboración de la bandera.
No fue sino hasta 1940 que los jugadores decidieron contar la historia verdadera detrás de la creación de la bandera. Finalmente, el alcalde de Cúcuta Carlos A. Rangel oficializó esta bandera como la oficial, el 3 de mayo del año 1988.
El capitán del Cúcuta Deportivo F.C, Pancho Neira, siempre sostuvo que su mayor honor llegaría cuando por fin declararan la bandera que el equipo creó como el emblema oficial de su ciudad.